# Iraklis Salonique (basket-ball)
Pour les articles homonymes, voir Iraklis.
L'Iraklis Salonique (en grec : Ηρακλής Θεσσαλονίκης) est un club de basket-ball qui constitue la section basket-ball du club omnisports grec de GS Iraklis Thessalonique, situé dans la ville de Thessalonique (aussi appelée Salonique). Il évolue en ligue A2 soit le deuxième échelon du championnat grec.

## Entraîneurs
- 1992-1993 :  Johnny Neumann
- 2005-2006 :  Dragan Raca
- 2008-2011 :  Kostas Mexas
- 2018-2019 :  Kostas Mexas
- 2019-2020 :  Ioannis Kastritis

## Palmarès
- Champion de Grèce : 1928, 1935

## Joueurs célèbres ou marquants
- Dimítris Diamantídis
- Lázaros Papadópoulos
- Sofoklís Schortsianítis
- Níkos Chatzivréttas
- Ioánnis Gagaloúdis
- Vassili Karassev
- Jurij Zdovc
- Terrel Castle
- Xavier McDaniel
- Terrell Everett
- Erik Meek
- Smush Parker
- Marlon Maxey
- Tony Farmer